# Elaine Brown
Elaine Brown (Filadèlfia, 2 de març de 1943) és una activista política americana, escriptora, cantant i antiga presidenta de Panteres Negres establerta a Oakland, Califòrnia. Brown va participar breument en la candidatura presidencial de 2018 pel Partit Verd.

## Trajectòria
Nascuda en una família de classe obrera del nord de Filadèlfia, va rebre classes en diferents centres de la ciutat, inclòs el Conservatori de Filadèlfia, i a la Universitat de Temple, una universitat pública. En la seva joventut, es va començar a interessar en els moviments socials, començant a col·laborar també amb el diari Harambee, de tendència d'esquerres.
Va ingressar a les Panteres Negres l'any 1967. Al 1974 es va convertir en la primera dona a ostentar la presidència del partit, càrrec que ocuparia fins a la seva dissolució, a l'any 1977. La seva influència política en l'organització va passar pen un enfocament del moviment a les tesis del feminisme contemporani, desterrant els comportaments sexistes que havien estat habituals en el context del moviment del Black Power.
Elaine Brown va aspirar a l'alcaldia d'Oakland l'any 1973. L'antic membre de les Panteres Negres, David Horowitz va acusar-la d'estar involucrada en l'assassinat de la també associada Betty van Patter, l'any 1974. Segons Horowitz, van Patter pretenia fer pública una sèrie d'irregularitats econòmiques de l'organització que podien perjudicar les aspiracions d'Elaine Brown com a candidata a l'alcaldia d'Oakland.
Com a cantant, Elaine Brown va gravar dos treballs: Seize the Time! (Vault, 1969) i Elaine Brown (Motown, 1973). Seize the Time! incloïa la cançó "The Meeting", himne de les Panteres Negres. També és autora dels llibres A Taste of Power: A Black Woman's Story (Doubleday, 1992), i The Condemnation of Little B: New Age Racism in America (Beacon, 2002).
Com a candidata del Partit Verd, es va presentar a l'alcaldia de Brunswick (Geòrgia) l'any 2005 però va haver de retirar la seva candidatura en no poder demostrar que residia a la ciutat.

## Obra publicada
- Brown, Elaine. The Condemnation of Little B: New Age Racism in America (Boston: Beacon, 2002).
- Brown, Elaine. A Taste of Power: A Black Woman's Story (Nova York: Doubleday, 1992).